# Cạm bẫy hào quang
Praao (tên tiếng Thái: พราว, tên tiếng Việt: Cạm bẫy hào quang) là bộ phim truyền hình Thái Lan phát sóng vào năm 2014. Phim phát sóng trên kênh Channel 7 (CH7) với sự tham gia của Sukollawat Kanarot & Patcharapa Chaichua.

## Nội dung
Praoo (Aum P), một siêu sao Thái Lan, rất kiêu ngạo và tên tuổi của cô là bất khả xâm phạm. Praoo vô tình chứng kiến một án mạng và trở thành nhân chứng bất đắc dĩ vì vậy cô bị bọn sát nhân truy đuổi. Siêu sao rất sợ hãi bỏ trốn và đã thuê vệ sĩ, một cựu cảnh sát tên là Somchai (Weir) để bảo vệ mình. Frank (Hoy), quản lý của Praao phải đối mặt với giới truyền thông và buộc phải tìm ra một giải pháp cho rắc rồi này. Frank đã thuê cô gái nghèo tên Min, trông giống y hệt Praoo để đóng giả siêu sao trong suốt thời gian này. Trong khi đó Soodkhet (Es), một phóng viên đang cố gắng truy hỏi Praao giả để cố tìm cho ra sự thật.

## Diễn viên
- Sukollawat Kanarot as Somchai
- Patcharapa Chaichua as Praao/Min
- Kantapong Bamrongrak as Soodkhet
- Tunsinee Promsut as Somjeed
- Arnus Rapanich as Tin
- Thanyakan Thanakitananon as Janjaree
- Matika Atthakornsiripo as Amy
- Duangdao Jarujinda as Mae Kaew
- Ankana Wonratanachai as Noot
- Juti Jumroenketpratipe as Man
- Victor Kriedporn as Peet
- Supansa Neungpeerom as Onchuma
- Kron Yaninrootna as Mickey
- Rotwan Aumthaisong as Toeything
- Wararat Themsothong as Na Ong
- Sarat Rumreungwong as Waree
- Ketisat Udongnat as Frank
- Phusanat Buangam as Thri
- Wathit Sopha as Boy
- Mengmum Pongsatat as Mark
- Aom Ankana as Noot
- Atiroot Singhapon as Wit
- Thamonpan Panuchidpoothiwoon as Wanka
- Chomweechai Mecksuwan as Jing
- Watnasom Mecksuwan as Oom
- Achirawit Detchbarot as Bob

## Rating
- Tập 1: 9.5 (Đầu)
- Tập 2: 10.2
- Tập 3: 9.9
- Tập 4: 8.8
- Tập 5: 8.0
- Tập 6: 7.7
- Tập 7: 9.0
- Tập 8: 8.4
- Tập 9: 7.9
- Tập 10: 7.6
- Tập 11: 7.1
- Tập 12: 7.7
- Tập 13: 8.7
- Tập 14: 6.8
- Tập 15: 8.6
- Tập 16: 8.8
- Tập 17: 11.2 (Cuối)

Trung bình rating: 8.58

## Ca khúc nhạc phim
- ใครสักคน / Krai Suk Kon - Fymme Bongkot
- เพลงช่วงที่ดีที่สุด / Chuang Tee Dee Tee Sut - BOYdPOD